# カモテス海

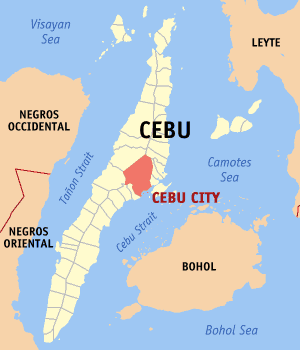
カモテス海はセブ島（中央）の右側の海域。レイテ島との真ん中に浮かぶのはカモテス諸島

カモテス海（カモテスかい、英語: Camotes Sea）は、フィリピン中部ビサヤ諸島の中にある小さな海域で、東ビサヤ地方と中部ビサヤ地方を分ける海でもある。
北から東にかけてレイテ島に囲まれ、南はボホール島に囲まれ、セブ島が西に横たわっている。カモテス海は北側はビサヤン海につながっており、南はカニガオ海峡とボホール海峡を通じてミンダナオ海（ボホール海）につながっている。また海域の真中にはパシハン島・ポロ島・ポンソン島などからなるカモテス諸島が、セブ島に近接したところにはリゾート地であるマクタン島がある。東はオルモック湾がレイテ島に切れ込んでいる。
この海に面した大きな町はレイテ島（レイテ州）のオルモック湾奥にあるオルモックとバイバイ、およびセブ島（セブ州）のセブ市である。